# مأموریت اندازه‌گیری باران حاره‌ای
مأموریت اندازه‌گیری باران حاره‌ای (TRMM) (انگلیسی: Tropical Rainfall Measuring Mission) پروژه فضایی مشترک ناسا و آژانس کاوش‌های هوافضای ژاپن (JAXA) است که به‌منظور پایش و مطالعه بارندگی مناطق حاره‌ای طراحی شده است. عنوان مأموریت اندازه‌گیری باران حاره‌ای هم به پروژه و هم به ماهواره‌ای که داده‌ها را گردآوری می‌کند گفته می‌شود. این پروژه بخشی از برنامه بلندمدت ناسا به‌نام مأموریت سیاره زمین است که هدف آن مطالعه سیاره زمین به مثابه سامانه‌ای جهانی است. این ماهواره در ۲۷ نوامبر ۱۹۹۷ از مرکز فضایی تانیگاشیما در تانیگاشیمای ژاپن به فضا پرتاب شد.